# Dos Cataluñas
Dos Cataluñas (en anglès, Two Catalonias) és una pel·lícula documental de Netflix dirigida per Álvaro Longoria i Gerardo Olivares sobre el procés independentista català. La pel·lícula parteix del referèndum d'independència de Catalunya, que es va celebrar l'1 d'octubre del 2017 tot i haver estat declarat inconstitucional pel Tribunal Constitucional. Està subtitulada al català.

## Desenvolupament
A partir de la celebració del referèndum i la crispació i el clima de confrontació d'aquells dies, s'analitza el conflicte per facilitar-ne la comprensió per als espectadors aliens a la realitat política espanyola. En síntesi, la narració és un resum dels fets esdevinguts, testimonis dels polítics i els seus cercles pròxims, prenent com a fil conductor les eleccions del 21 de desembre de 2017 i els seus candidats.
Per això, es van fer 85 entrevistes i es va exigir als participants que fossin seguits per les càmeres durant die, fins a aconseguir un ambient relaxat. Pràcticament, cap va rebutjar la invitació a participar-hi. Entre molts altres, van ser entrevistats Josep Borrell, Carme Forcadell, Jordi Turull, Raül Romeva, Miquel Iceta, Xavier Domènech, Inés Arrimadas, el cap del gabinet de Mariano Rajoy (única representació del PP amb Andrea Levy) i el president de la Generalitat, Carles Puigdemont, que ja era a l'estranger, després d'haver-se d'exiliar. El documental no va poder entrevistar Oriol Junqueras per estar ja a la presó i la vicepresidenta Soraya Sáenz de Santamaría, que no va respondre a la petició dels productors.

## Premis i reconeixements
El documental va ser guardonat amb el premi Cinema for Peace de 2019. L'equip de la pel·lícula va decidir tornar el premi quan es va assabentar que el rebrien en mans de Puigdemont.